# Meiocampa arizonica
Meiocampa arizonica är en urinsektsart som beskrevs av Camille Bareth och Otto Conde 1958. Meiocampa arizonica ingår i släktet Meiocampa och familjen Campodeidae. Inga underarter finns listade i Catalogue of Life.